# Důl Schweidrich
Důl Schweidrich se nachází v lesích  jižně od města Šluknov, v severním (Šluknovském) výběžku okresu Děčín v Ústeckém kraji. Důl Schweidrich je zároveň také jedním ze zastavení na Kunratické naučné stezce (někdy je nazývána Lesnická),  která byla zřízena Střední lesnickou školou ve Šluknově. Stezka byla slavnostně otevřena 10. června 2011.

## Popis lokality
Důl Schweidrich je tvořen horní štolou se systémem dobývek a základek, dále odvodňovací štolou, která byla vyražena asi o 15 metrů níže, a 44 metrů dlouhou střední štolou, která končí u zasypané šachty. Ložisko se nachází po obou stranách silnice Šluknov – Staré Křečany, 2,2 km jižně od Šluknova.
Během pěti století v této lokalitě vznikl systém propojených štol a šachet. Celková délka chodeb činila 408 metrů. Lokalita je zajímavá i mineralogicky – vyskytuje se zde pyrhotin, chalkopyrit, pyrit, pentlandit, ilmenit, millerit, ryzí měď, magnetit, limonit, hematit, galenit, sádrovec, malachit, azurit a melanterit.

## Historie

### Pět století dolování
První zmínky o „stříbrném dole na Schweidrichu“ (jméno pochází od názvu kopce, na jehož úbočí se důl nachází) jsou z druhé poloviny 15. století. Důkazem o dolování v této oblasti jsou i privilegia českého krále Vladislava Jagellonského z let 1484 a 1509, udělená Hugovi von Schleinitz a jeho synovi Georgovi (Jiřímu). V prvopočátcích se zde ale patrně jednalo pouze o povrchovou těžbu. O ražbě štoly se hovoří až v 16. století, konkrétně ve zprávě z roku 1557.  Další zmínka o dolu se objevuje v letech 1611–1623, kdy se chalkopyrit ze šluknovského dolu Schweidrich používal v nedaleké Lipové k výrobě modré skalice. V průběhu třicetileté války byl důl opuštěn.  V dole byla obnovena těžba až v letech 1835–1923, kdy se zde těžil hlavně pyrhotin a chalkopyrit a také niklová ruda. Další průzkumné práce v této lokalitě probíhaly po roce 1953, výsledek ale nebyl pozitivní. Naposledy byl v dole na Schweidrichu proveden Geologickým průzkumem Praha laboratorní výzkum upravitelnosti měděných a niklových rud roce 1962.

### Vývoj po roce 1990
V roce 1995 celý komplex dolu Schweidrich zabezpečili členové základní organizace 5-02 Albeřice České speleologické společnosti ze Svobody nad Úpou. V ústí horní i odvodňovací štoly byl vybudován portál s uzamykatelnou mříží. Vstup do střední štoly, vzniklý po propadu, byl zasypán zeminou.
V roce 2001 předložila Duchcovská obchodní společnost městskému zastupitelstvu ve Šluknově nabídku na likvidaci dolu, s čímž představitelé města vyslovili souhlas. Toto rozhodnutí vyvolalo u veřejnosti silnou negativní odezvu, především ze strany ochránců přírody a životního prostředí, neboť podzemní prostory dolu Schweidrich jsou známým zimovištěm netopýrů. Bylo zde zaregistrováno šest různých druhů (netopýr velký, netopýr Brandtův, netopýr řasnatý, netopýr severní, netopýr ušatý a netopýr vodní), což znamená, že toto místo patří mezi nejvýznamnější lokality zimujících netopýrů na severu Čech. K tomu se přidala iniciativa Hornického muzea v Jiřetíně pod Jedlovou s návrhem na zřízení nové hornické naučné stezky. Představitelé města poté své rozhodnutí přehodnotili. Od roku 2010 probíhají práce na dokumentaci a přípravě zpřístupnění historického dolu veřejnosti.

## Galerie

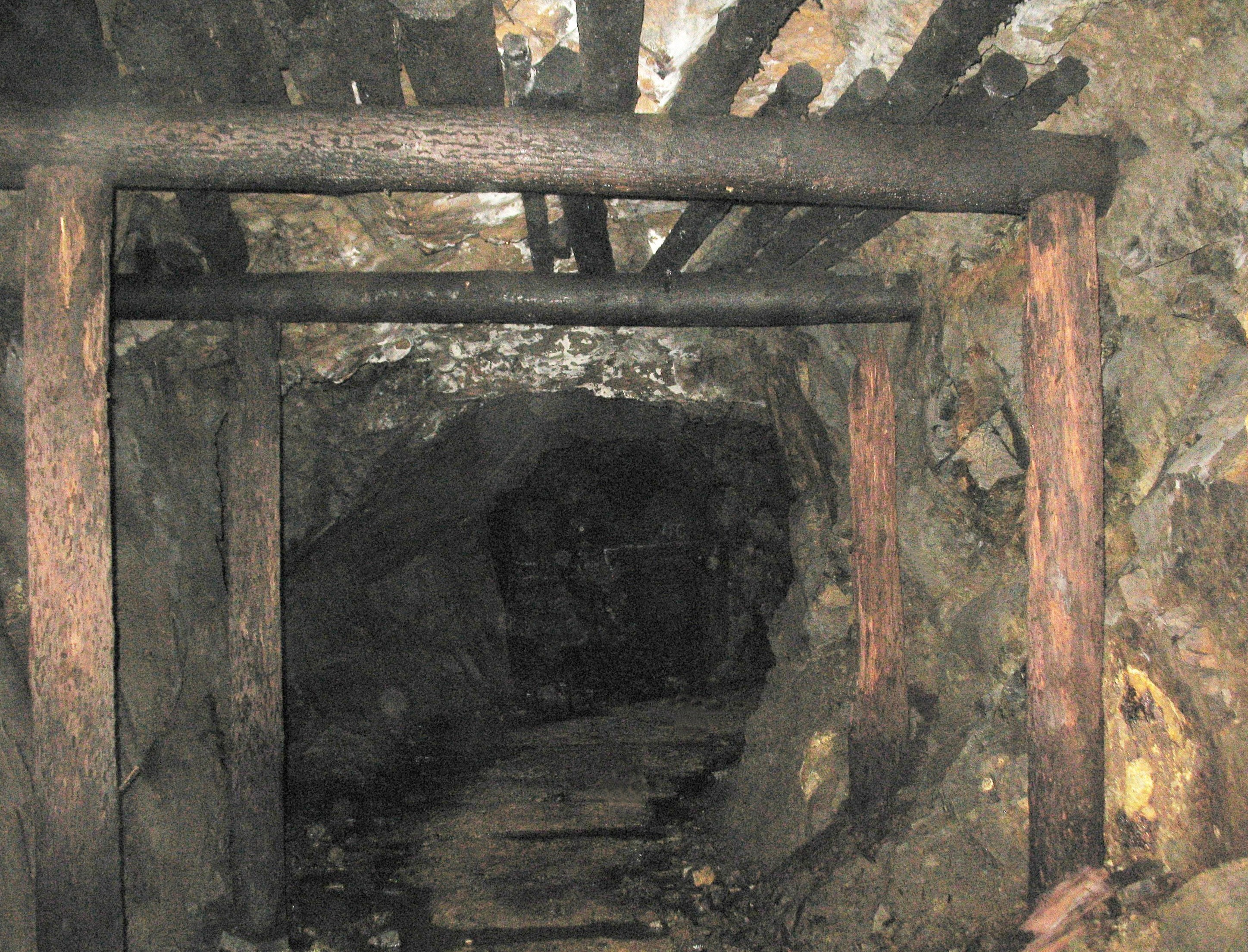
Ve 20. století byla v dole i kolejová doprava
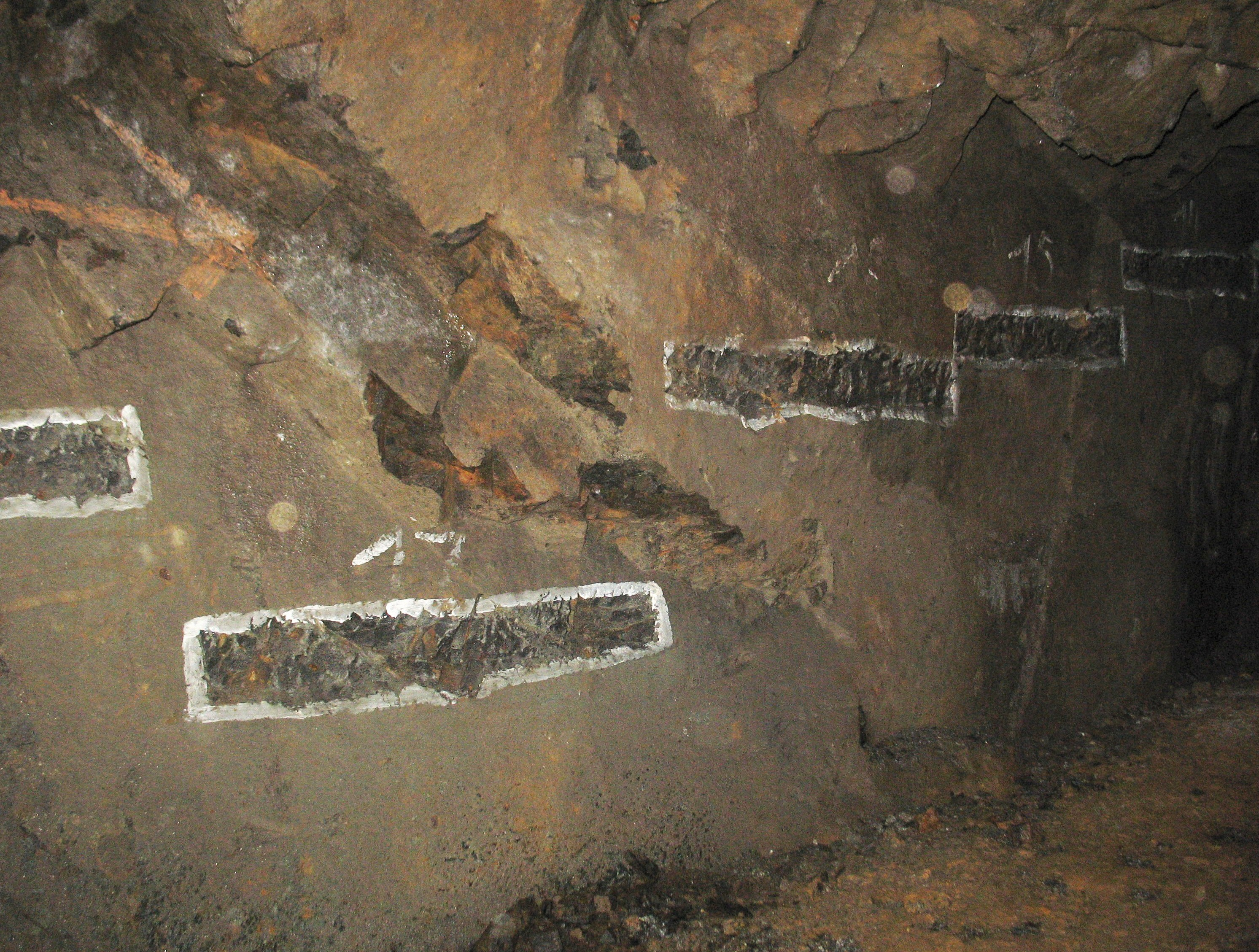
Značky na stěnách dolu
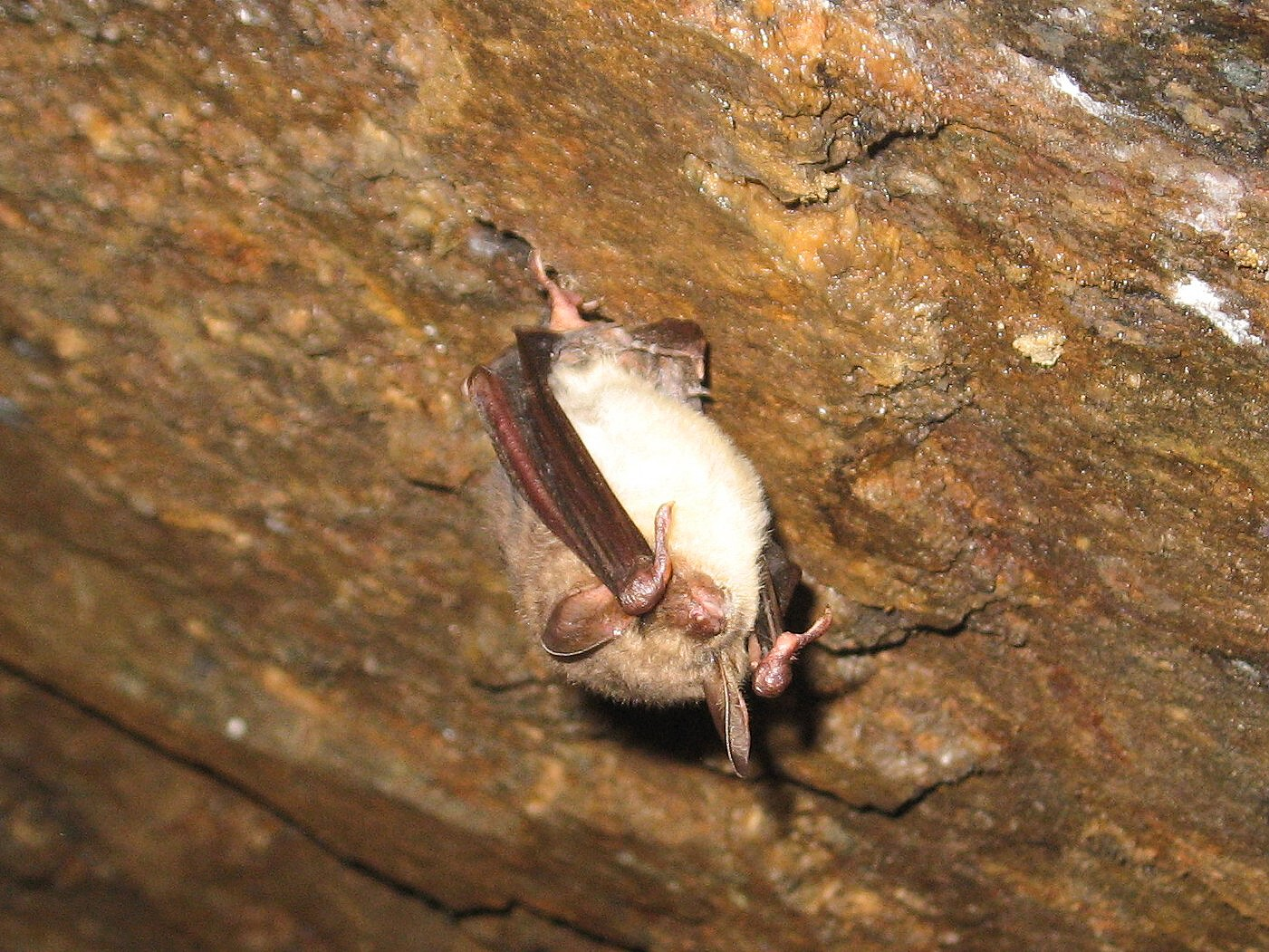
Důl Schweidrich je zimovištěm netopýrů
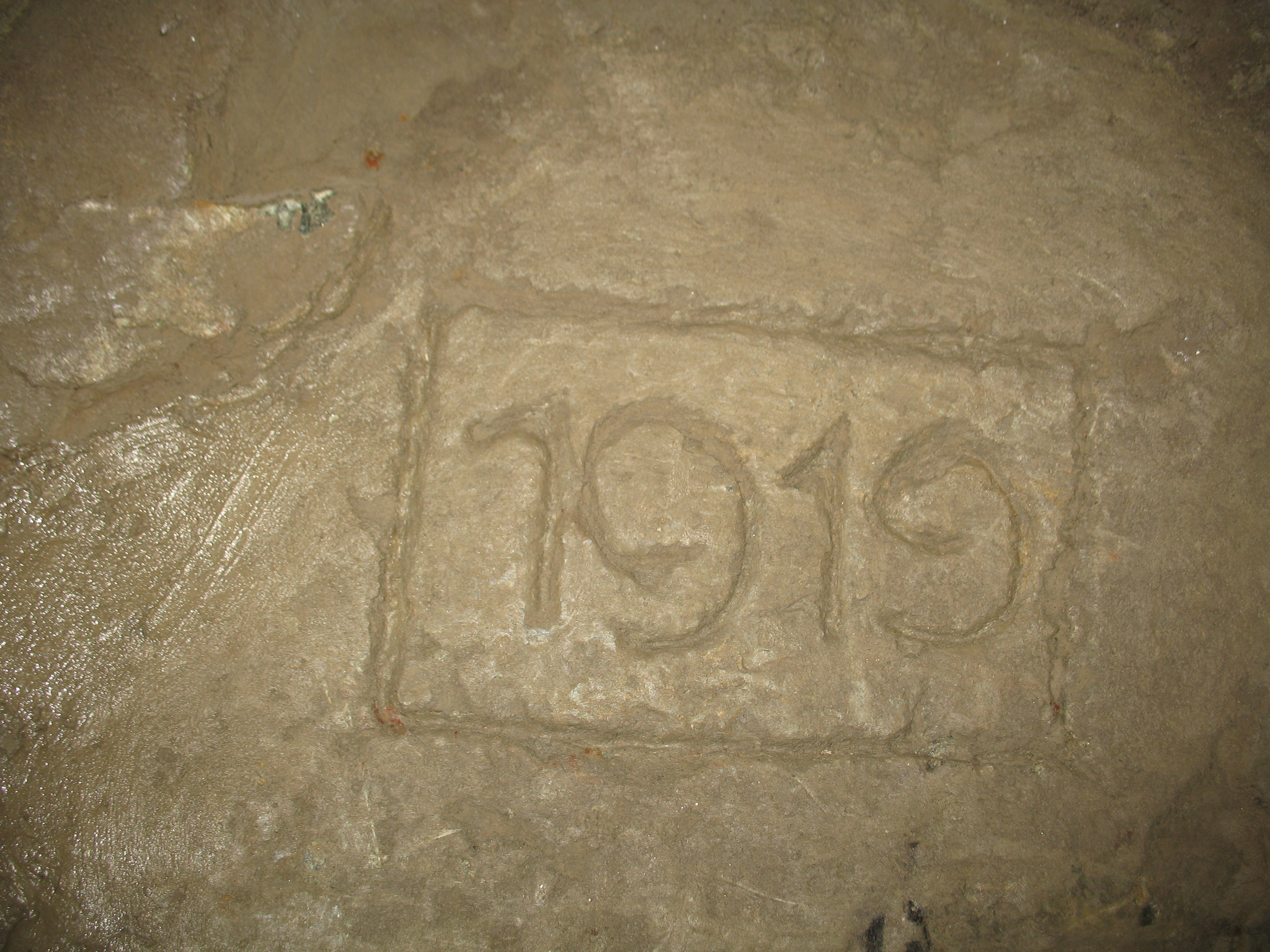
Letopočet z posledního období těžby
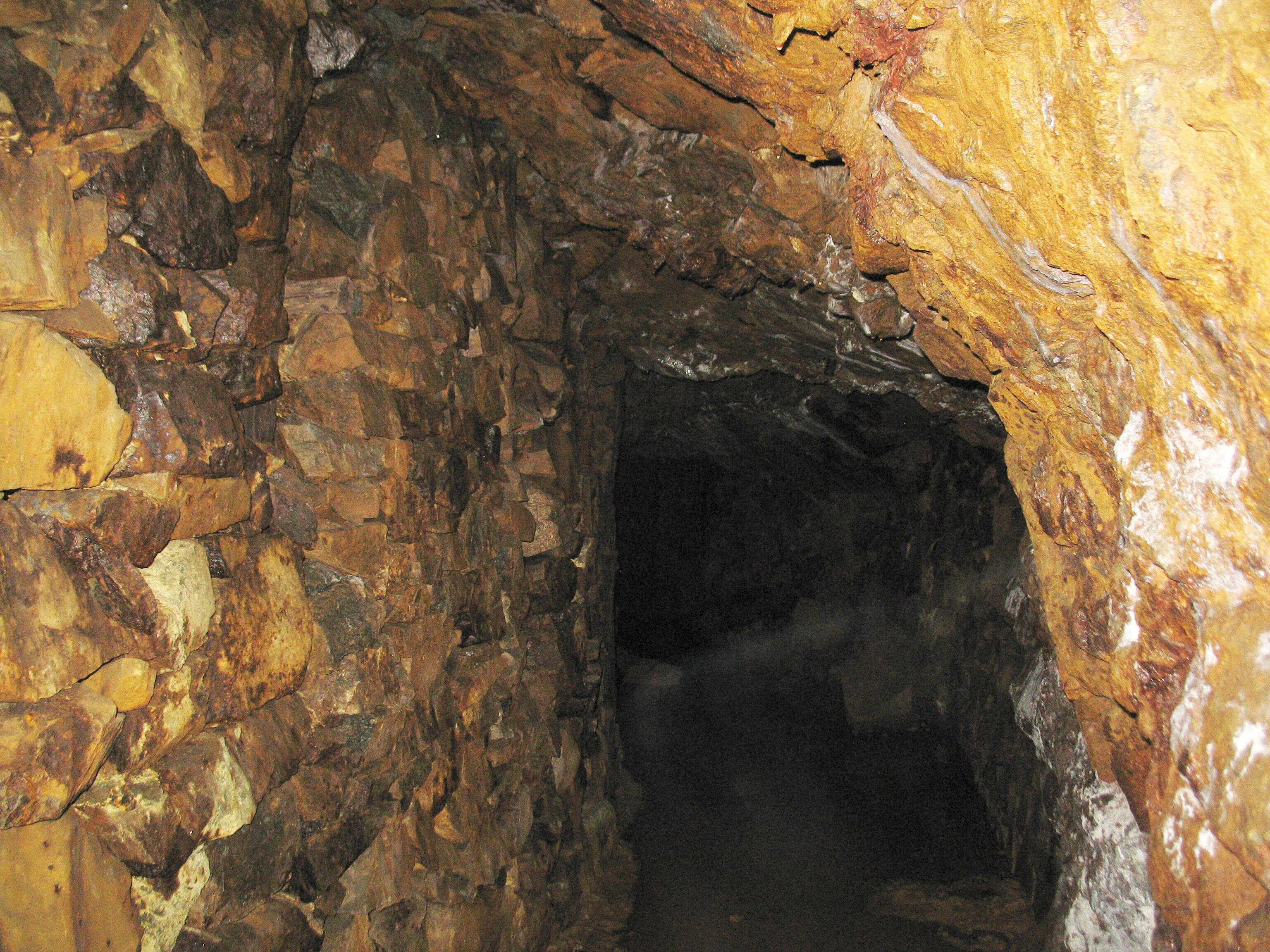
Středověká důlní chodba
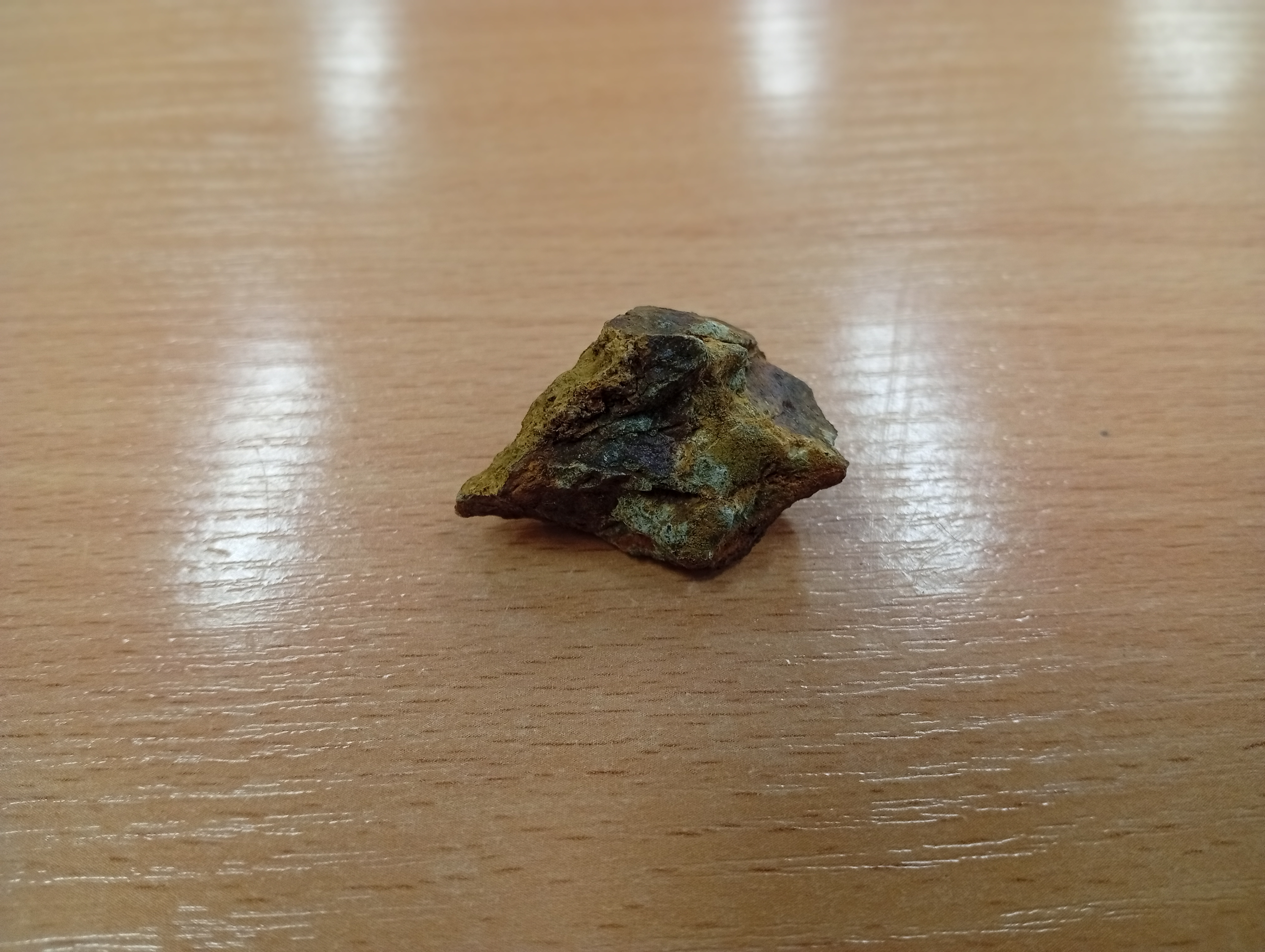
Limonit s pyrhotinem a pentlanditem
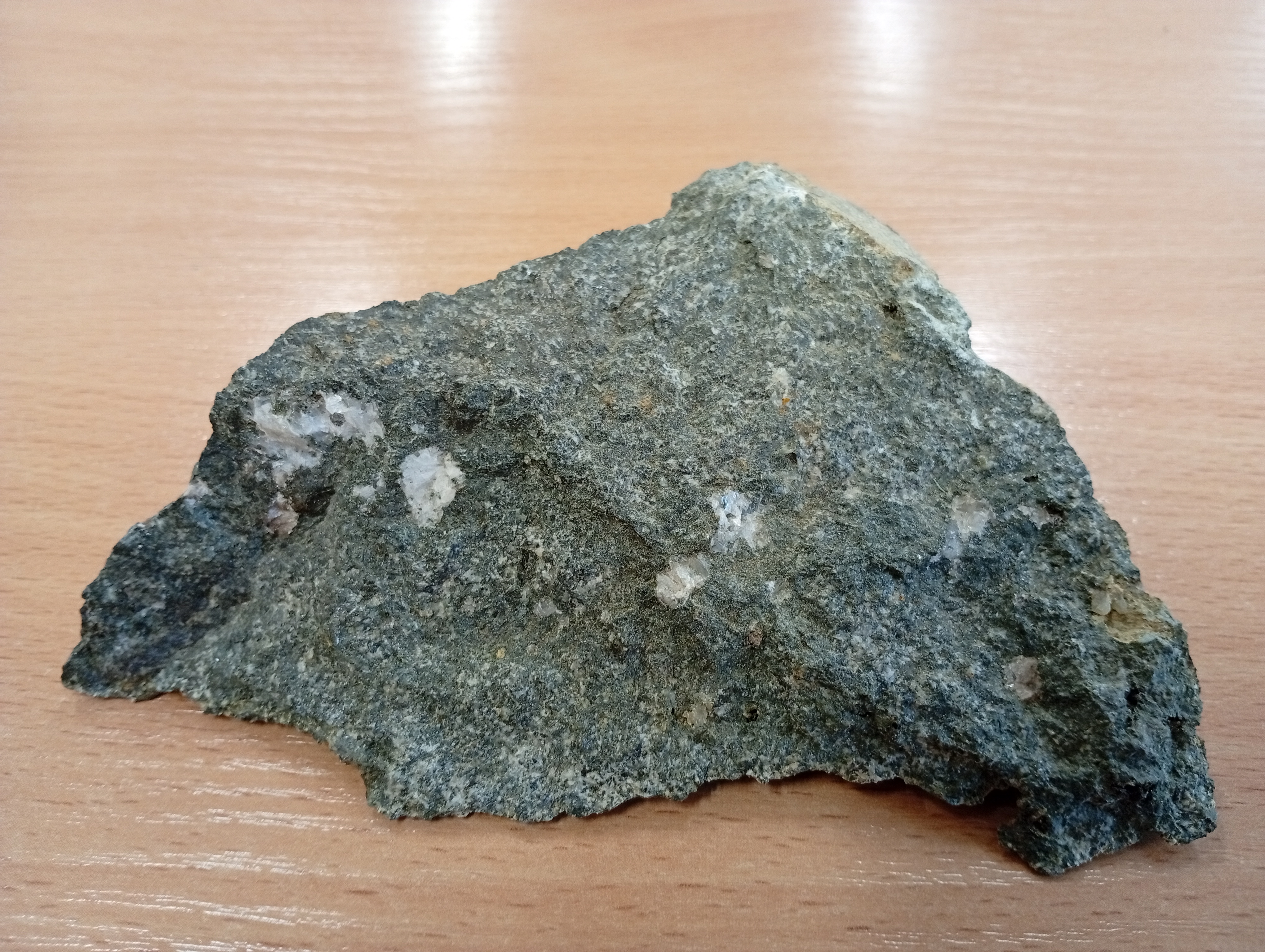
Vyrostlice sádrovce v doleritu